# Bobbing
Bobbing es una parroquia civil y un pueblo del distrito de Swale, en el condado de Kent (Inglaterra).

## Geografía
Según la Oficina Nacional de Estadística británica, Bobbing tiene una superficie de 6,22 km².

## Demografía
Según el censo de 2001, Bobbing tenía 1694 habitantes (49,59% varones, 50,41% mujeres) y una densidad de población de 272,35 hab/km². El 19,6% eran menores de 16 años, el 73,79% tenían entre 16 y 74 y el 6,61% eran mayores de 74. La media de edad era de 38,93 años. Del total de habitantes con 16 o más años, el 24,38% estaban solteros, el 61,31% casados y el 14,32% divorciados o viudos.
El 96,52% de los habitantes eran originarios del Reino Unido. El resto de países europeos englobaban al 1,59% de la población, mientras que el 1,89% había nacido en cualquier otro lugar. Según su grupo étnico, el 98,46% eran blancos, el 0,59% mestizos, el 0,3% asiáticos, el 0,47% negros y el 0,18% chinos. El cristianismo era profesado por el 75,27%,  el hinduismo por el 0,35% y cualquier otra religión, salvo el budismo, el judaísmo, el islam y el sijismo, por el 0,18%. El 15,53% no eran religiosos y el 8,68% no marcaron ninguna opción en el censo.
900 habitantes eran económicamente activos, 866 de ellos (96,22%) empleados y 34 (3,78%) desempleados. Había 691 hogares con residentes, 9 vacíos y 5 eran alojamientos vacacionales o segundas residencias.